# إل بييس كو فيما
إل بييس كو فيما (بالإسبانية: El Pez que Fuma)‏ هو فيلم فنزويلي من إنتاج عام 1977.
يعتبر الكثيرون أن هذا الفيلم كان بمثابة ذروة في السينما الفنزويلية، حيث تدور أحداث القصة خلال سينما العصر الذهبي الفنزويلي ويتحدث الفيلم حول حكاية السلطة التي تتمثل في صاحب العمل والي ينقل سلطته من جيل إلى جيل، مع تكرار نفس النمط في كل مرة.
تعكس القصة الواقع الاجتماعي في فنزويلا، حيث يتطرق في بعض الأحيان إلى إبراز الأحياء الفقيرة، البغايا، العهر والتعري ثم لغة سيئة وكذلك الجنوح. كما تمكن المخرج من إدماج عناصر جديدة مثل رمزية الموسيقى التي ترافق الصور ويضع عبر مشاعر الأنصار بقدر حالات أنفسهم، إلى جانب تمثيل نموذجي جدا من الجانب الفنزويلي الثقافي.

## القصة
لاجارزا (بالإسبانية: La Garza)‏ (المالكة الحزينة بالإسبانية) هي اسم صاحبة العمل، على الرغم من أنها واحدة من الذين يسيطرون على بيوت الدعارة وأعمالها، إلا أنها كانت للعشاق بأن يعتقدوا بأنهم هم المسؤولون عن إدارة الأمور، وذلك من خلال منحهم السيطرة على إدارة المال في أي شيء آخر يريدون.
ثلاثة رجال يتنافسون على حب لاجارزا وهذا يعني بشكل غير مباشر السيطرة على المال وعلى إدارة الأعمال، فالأول يُدعى توبياس أما الثاني فقد حل محل ديماس في حين أن الثالث يدعى خايرو.
الثلاثة يتبعون نفس الأساليب للحصول على ما يريدون (باستثناء توبياس، كونه الأول)، ففي البداية يصلون إلى بيوت الدعارة وهم نكرات أي أنهم لا يملكون المال ويبحثون عن عمل أو مساعدة أو شيء من هذا القبيل، لكن لاجارزا وزوجها (في تلك الفترة فقط) يقررون منحهم وظيفة بعدما كسبوا ثقتهما.
تقوم لاجارزا بعلاقة مع الشخص الأخير والذي هو خايرو، ليحدث بعد ذلك تغيير عميق في القصة، خصوصا أن ديماس (سجين) الحبيب السابق للاجارزا لا يقبل خسارة أي شيء، فجأة يتمكن من الخروج من السجن، وأول ما فعله كان محاولة قتل خايرو انتقاما منه، ولكن بدلا من ذلك يقتل لاجارزا بالخطأ، فيحكم عليه مجددا بالعودة إلى السجن لفترة طويلة قصد تربيته وتعوده على عمل الخير وابتعاده عن كل الأمور السيئة.
بعد كل ما حصل، أصبح خايرو المسيطر المطلق على بيوت دعارة رفقة أحد المومسات والمدعوة سيلفا ماريا، حيث تأخذ هذه الأخيرة مكان لاجارزا، وحتى مع موت المالك القديم وسجن ديماس، فالورثة الصغار لا زالوا يرغبون في الاستيلاء على سلطة بيوت الدعارة.

## طاقم التمثيل
- هيلدا فيرا : لاجارزا
- ميغيل أنخيل لاندا : ديماس
- أورلاندو اردانيتا : خايرو
- هايدي بالزا : سيلفا ماريا
- رافائيل بريسينيو
- ارتورو كالديرون
- كلاوديو بروك
- إدواردو كورتينا
- كارلوس فلوريس
- فيرجيليو غاليندو
- غوستافو غونزاليس
- ميمي ازو
- كارلا لوزبيل
- كريستوبال ميدينا
- راؤول ميدينا
- وليام مورينو
- اجناسيو نافارو
- توني بادرون
- لويس باردي
- بلانكا بيريرا
- بيلار روميرو
- مريم سولياني
- فرجينيا فيرا

## الجوائز
- الجائزة الإقليمية عن أفضل فيلم وأفضل ممثلة (1977)
- كاتالينا دي أورو في المهرجان السينمائي بقرطاجنة (كولومبيا) (1979)
- جائزة أفضل فيلم بالمهرجان السينمائي في ماردة (1980)

كان الفيلم مرشحا ضمن الأفلام الفنزويلية المختارة لنيل جائزة الأوسكار لأفضل فيلم بلغة أجنبية في حفل توزيع جوائز الأوسكار الخمسون، ولكنه يم يُقبل في مرحلة الترشيح.

## روابط خارجية
- إل بييس كو فيما على موقع IMDb (الإنجليزية)
- إل بييس كو فيما على موقع فيلمافينيتي (الإسبانية)
- إل بييس كو فيما على موقع قاعدة بيانات الأفلام السويدية (السويدية)
- إل بييس كو فيما على موقع قاعدة بيانات الفيلم (الإنجليزية)
- إل بييس كو فيما على موقع ليتربوكسد (الإنجليزية)
- إل بييس كو فيما على موقع كينوبويسك (الروسية)